# 高砂市
高砂市（日语：／ Takasago shi */?）是位於日本兵庫縣南部，臨播磨灘的城市，加古川由轄區東南側流過，主要市區位於加古川河口西側的平原，北部區域則是山地，臨海區域則是工業區。

## 人口
| 高砂市人口分布圖 |                                               |  |
| 高砂市與日本全國年齡別人口分布比較圖 （2005年資料） | 高砂市的年齡、男女別人口分布圖 （2005年資料） |  |
| ■紫色是高砂市 ■綠色是全国 | ■藍色是男性 ■紅色是女性                       |  |
| 高砂市人口變化 \| 1970年 \| 68,900人 \| \| \| 1975年 \| 77,080人 \| \| \| 1980年 \| 85,463人 \| \| \| 1985年 \| 91,434人 \| \| \| 1990年 \| 93,273人 \| \| \| 1995年 \| 97,632人 \| \| \| 2000年 \| 96,020人 \| \| \| 2005年 \| 94,813人 \| \| \| 2010年 \| 93,901人 \| \| \| 2015年 \| 91,030人 \| \| \| 2020年 \| 87,722人 \| \| |                                               |  |
| 資料來源：日本總務省統計中心提供之人口普查數據 |                                               |  |
| 1970年 | 68,900人                                      |  |
| 1975年 | 77,080人                                      |  |
| 1980年 | 85,463人                                      |  |
| 1985年 | 91,434人                                      |  |
| 1990年 | 93,273人                                      |  |
| 1995年 | 97,632人                                      |  |
| 2000年 | 96,020人                                      |  |
| 2005年 | 94,813人                                      |  |
| 2010年 | 93,901人                                      |  |
| 2015年 | 91,030人                                      |  |
| 2020年 | 87,722人                                      |  |

## 歷史
在鎌倉時代在現在的荒井町地區開始設有鹽田生產鹽；室町時代梶原氏在此築有高砂城，並在戰國時代因為屬於別所氏的支城而被捲入三木合戰。
江戶時代屬於姬路藩的領地，由於位於加古川出海口，成加古川流域貨物的集散港口。
海岸區域在明治維新後則成為工業區，在二次大戰期間也成為軍需產業的要地。
1889年日本實施町村制時，設置了高砂町，隸屬加古郡；1954年，高砂町與荒井村、印南郡曾根町、伊保村合併為高砂市，隔年再併入位於西側的北濱村，形成現在高砂市的轄區範圍。

### 變遷表
| 1889年4月1日 | 1889年-1926年 | 1926年-1944年 | 1944年-1954年       | 1954年-1989年            | 1989年-現在 | 現在   |
| ------------ | ------------- | ------------- | ------------------- | ------------------------ | ----------- | ------ |
| 高砂町       | 高砂町        | 高砂町        | 1954年7月1日 高砂市 | 1954年7月1日 高砂市      | 高砂市      | 高砂市 |
| 荒井村       |               |               | 1954年7月1日 高砂市 | 1954年7月1日 高砂市      | 高砂市      | 高砂市 |
| 曾根村       | 曾根町        | 曾根町        | 1954年7月1日 高砂市 | 1954年7月1日 高砂市      | 高砂市      | 高砂市 |
| 伊保村       |               |               | 1954年7月1日 高砂市 | 1954年7月1日 高砂市      | 高砂市      | 高砂市 |
| 北濱村       | 北濱村        | 北濱村        | 北濱村              | 1957年3月10日 併入高砂市 | 高砂市      | 高砂市 |

## 交通

### 鐵路
- 西日本旅客鐵道
  - 山陽本線（JR神戶線）：（←加古川市） - 寶殿車站 - 曾根車站 - （姬路市→）
  - 山陽新幹線：（←加古川市） - （通過轄區內但未設有車站） - （姬路市→）
- 山陽電氣鐵道
  - 本線：（←加古川市） - 高砂車站 - 荒井車站 - 伊保車站 - 山陽曾根車站 - （姬路市） - （約150公尺路段再次通過高砂市轄區但未設有車站） - （姬路市）

過去還曾有日本國有鐵道高砂線由加古川市的加古川車站通往市內高砂町地區，但已於1984年停止營運。

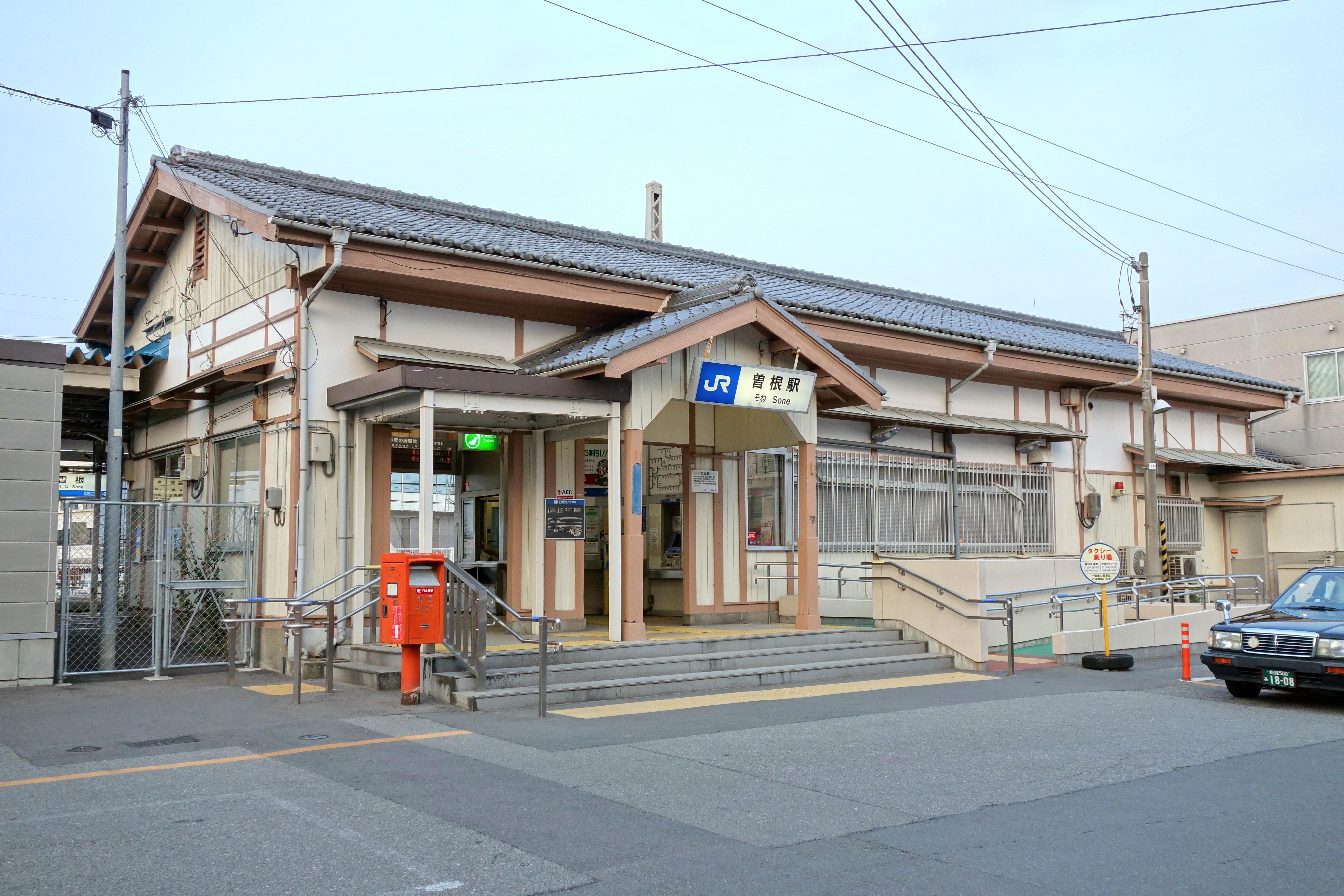
曾根車站
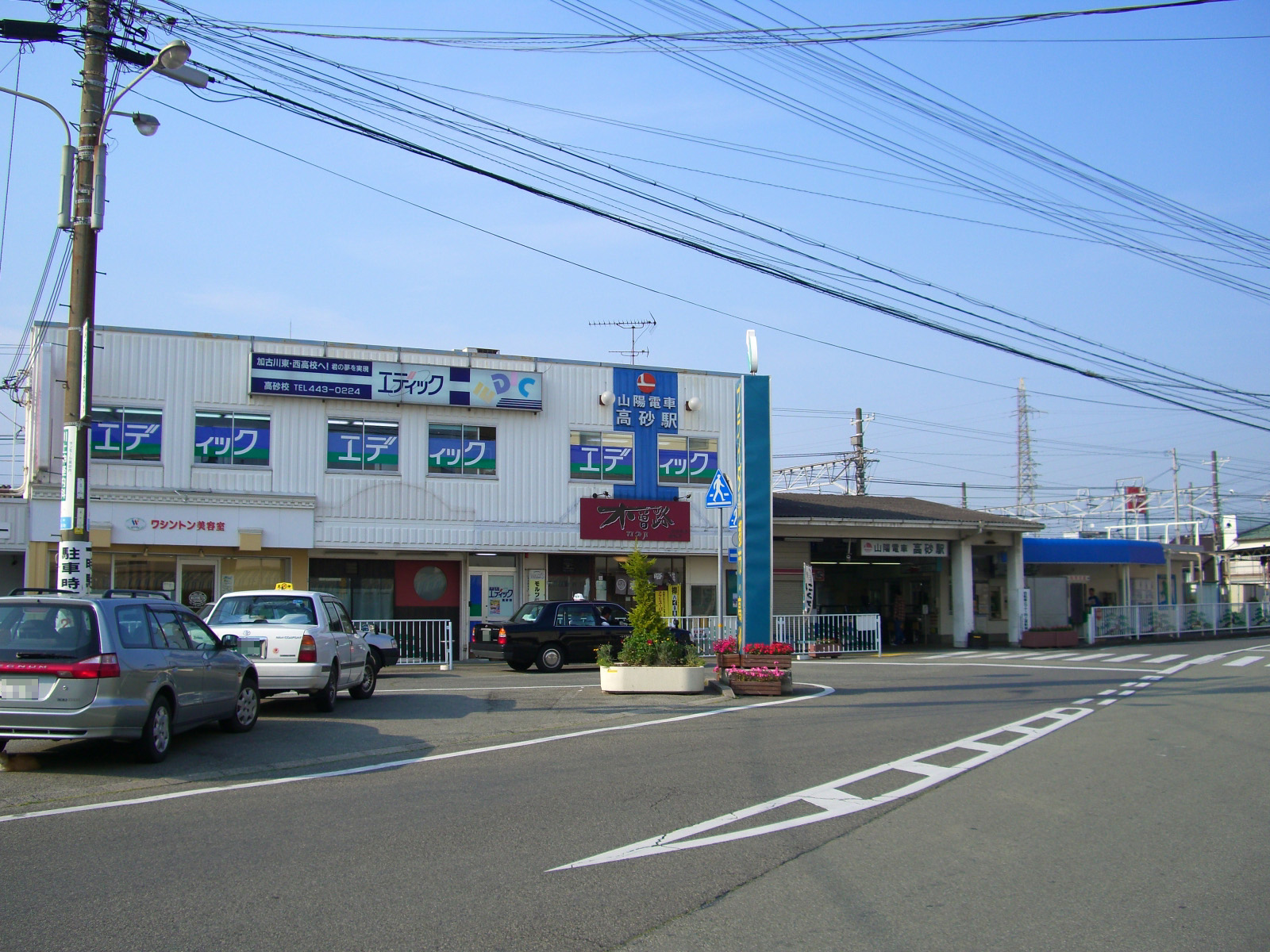
高砂車站
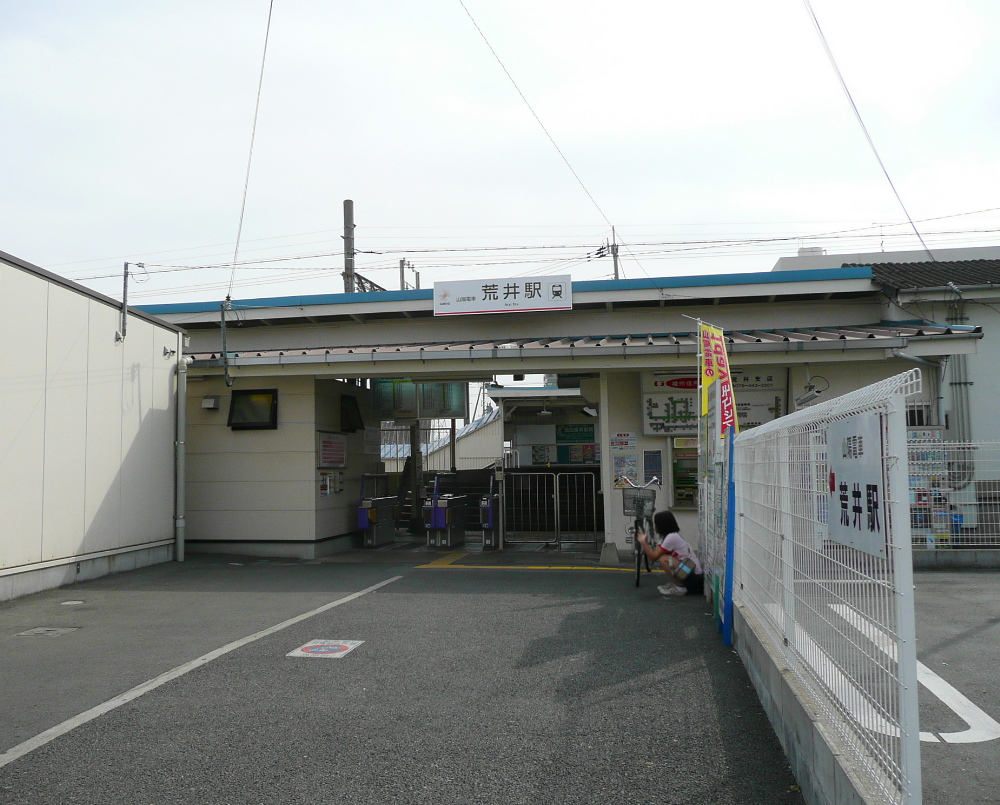
荒井車站
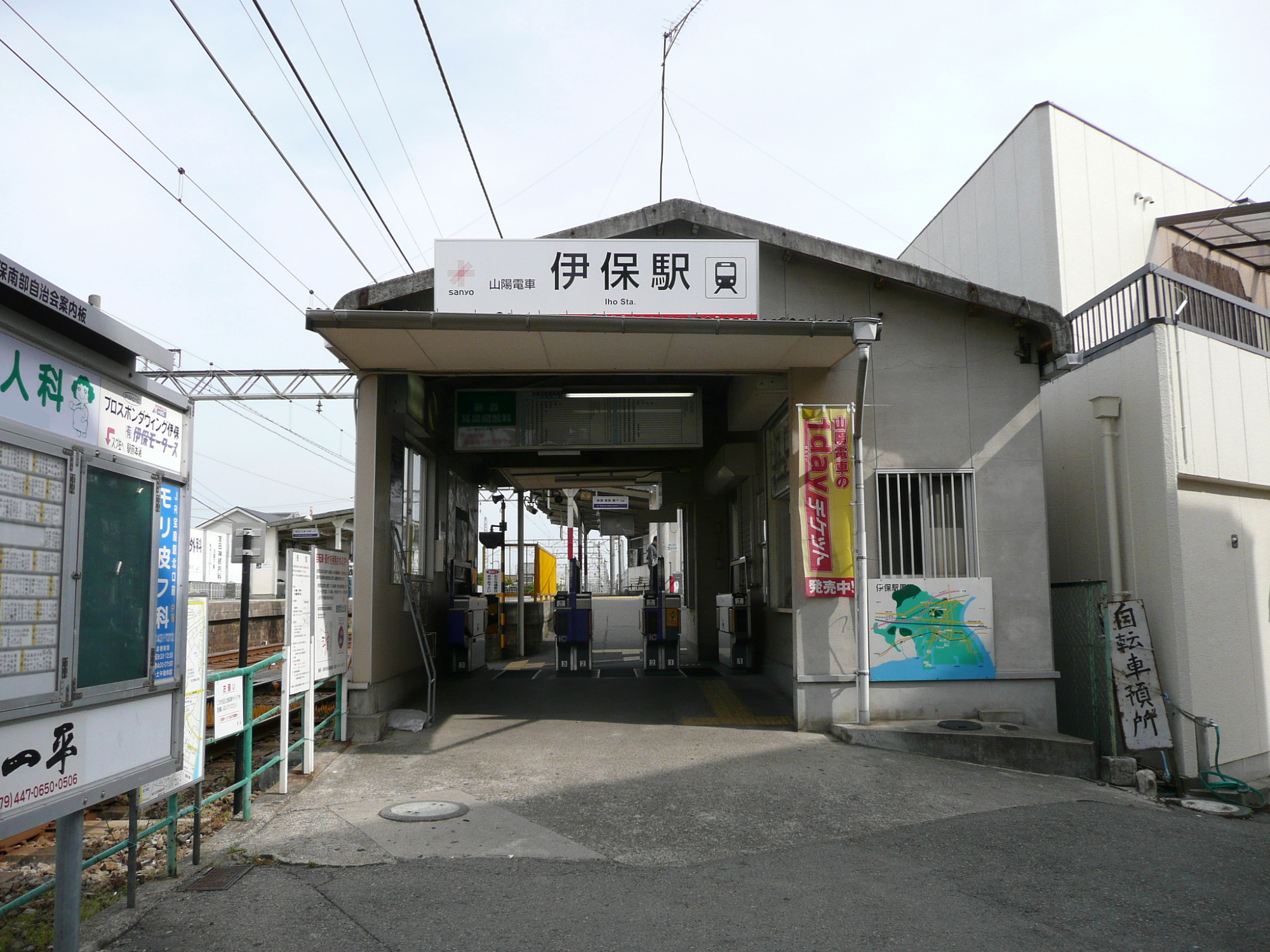
伊保車站
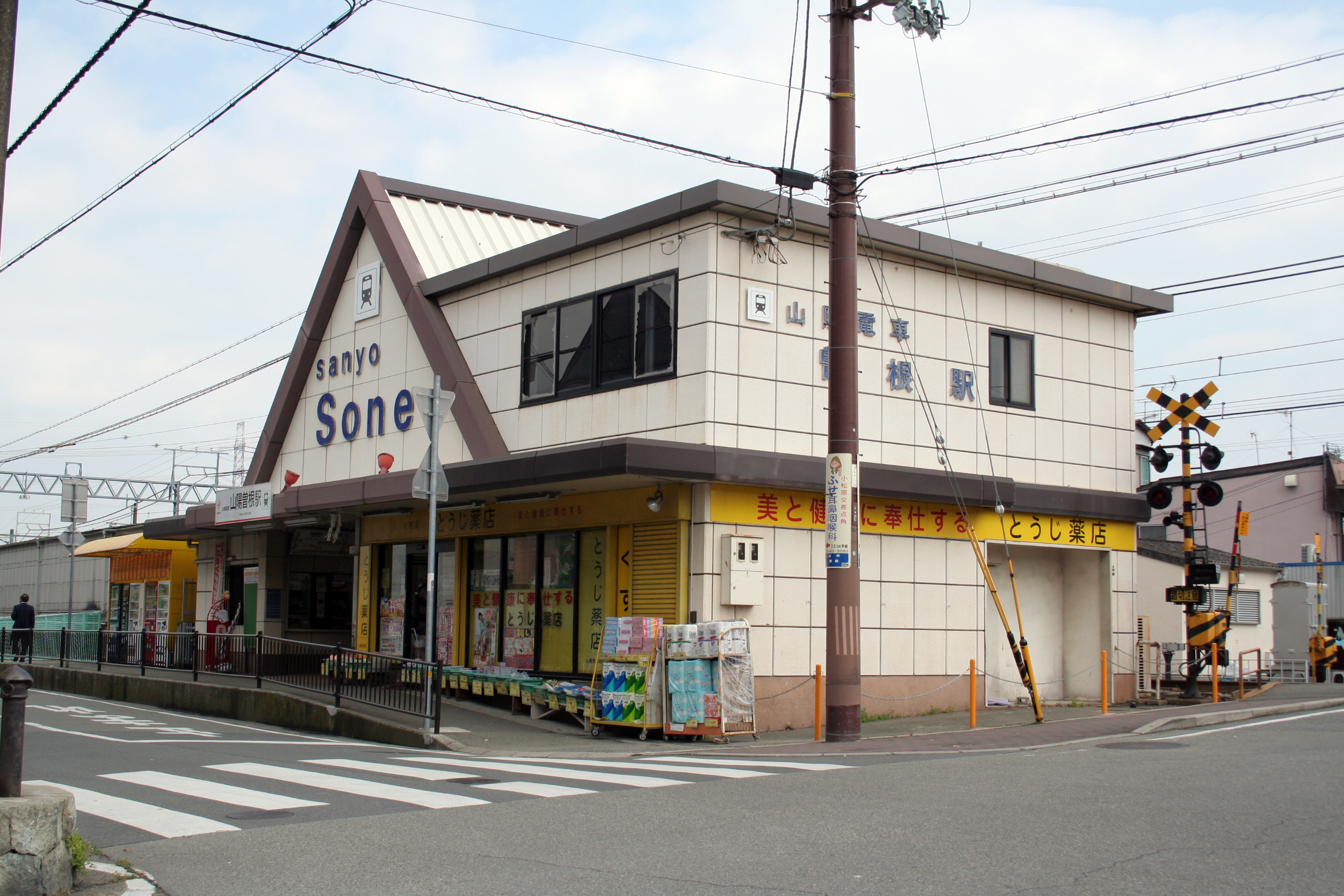
山陽曾根車站

### 公路
一般國道
- 國道2號、國道250號

## 觀光資源
- 石之寶殿（日语：石の宝殿）及龍山石採石遺跡（日语：竜山石採石遺跡）：國家史跡
- 申義堂（日语：申義堂）
- 高砂地區歴史的景觀形成地區：兵庫縣指定景觀形成重要建造物

## 本地出身之名人
體育
- 鶴岡一成：棒球選手
- 真田裕貴：棒球選手
- 妙義龍泰成:大相撲力士

演藝
- 北野勇作：小說作家
- 速水奨：聲優

學術
- 美濃部達吉：法學學者、曾任貴族院議員

政治
- 渡海元三郎：曾任眾議院議員、建設大臣
- 渡海紀三朗：渡海元三郎之子，曾任眾議院議員、文部科學大臣

## 外部連結
- （日語） 高砂市的Facebook專頁
- （日語） 高砂市觀光協會 （页面存档备份，存于）